# Colônia São João
Colônia São João é um distrito do município de Cruz Alta, no Rio Grande do Sul. O distrito possui  cerca de 1 000 habitantes e está situado na região leste do município.